# Dursun Bozkurt
Dursun Bozkurt (ur. 12 lutego 1925 w Gümüşhane, zm. 24 grudnia 1992 w Ankarze) – turecki narciarz alpejski, olimpijczyk (1948).
Wystąpił na zimowych igrzyskach olimpijskich w Sankt Moritz w 1948 roku. Wystąpił w trzech konkurencjach narciarstwa alpejskiego – w slalomie był 62., w zjeździe zajął 94. miejsce, a w kombinacji nie został sklasyfikowany (po zjeździe był 72., nie ukończył slalomu).

## Igrzyska olimpijskie
| Igrzyska          | Konkurencja | Przejazd 1 | Przejazd 1 | Przejazd 2 | Przejazd 2 | Łącznie | Łącznie | Strata | Zwycięzca      |
| Igrzyska          | Konkurencja | Czas       | Miejsce    | Czas       | Miejsce    | Czas    | Miejsce | Strata | Zwycięzca      |
| ----------------- | ----------- | ---------- | ---------- | ---------- | ---------- | ------- | ------- | ------ | -------------- |
| Sankt Moritz 1948 | Zjazd       | N/A        | N/A        | N/A        | N/A        | 4:37,3  | 94.     | 1:42,3 | Henri Oreiller |
| Sankt Moritz 1948 | Slalom      | 2:18,2     | 61.        | 1:53,0     | 63.        | 4:11,2  | 62.     | 2:00,9 | Edy Reinalter  |
| Sankt Moritz 1948 | Kombinacja  | 4:37,3     | 72.        | DNF        | DNF        | DNF     | DNF     | DNF    | Henri Oreiller |